# Azioni militari nel Borneo
Le azioni militari nel Borneo furono una serie di battaglie e scontri che interessarono i Paesi Bassi all'area del Borneo, nelle Indie orientali, dal 1817 al 1867. Intorno al 1787, la Repubblica Olandese aveva il controllo sulla parte occidentale e meridionale del Borneo. Nel frattempo, il Trattato di Parigi (1784) aveva posto fine al monopolio della compagnia olandese delle Indie orientali sulle spedizioni marittime nell'arcipelago indonesiano, ma anche al suo interno essa aveva iniziato a tracollare, venendo sciolta poi sul finire del secolo. A causa di questi sviluppi, il Borneo venne momentaneamente accantonato come prospettiva coloniale. Nel 1790, le autorità di Batavia, la capitale olandese in Indonesia, giunsero a dichiarare che le posizioni olandesi sulla costa occidentale erano prive di significato, un problema e persino un fastidio a livello coloniale, facendo ritirare i propri coloni un anno dopo. L'area privata al sultano di Banjarmasin nel 1787 gli venne restituita nel 1797. Successivamente, l'unica presenza visibile dei Paesi Bassi era costituita da un piccolo forte a Tatas, sulla costa meridionale del Borneo. Solo nel corso del diciannovesimo secolo l'interesse coloniale per il Borneo iniziò nuovamente ad aumentare, sia dal lato britannico che da quello olandese. L'interesse britannico per il Borneo si è concentrato sulla parte settentrionale dell'isola, in prossimità delle principali rotte marittime verso l'India e Singapore. Gli olandesi tentarono per ragioni commerciali e politiche (la vicinanza con Giava) di aumentare la loro influenza nella parte meridionale dell'isola.

## L'influenza britannica sul Sarawak

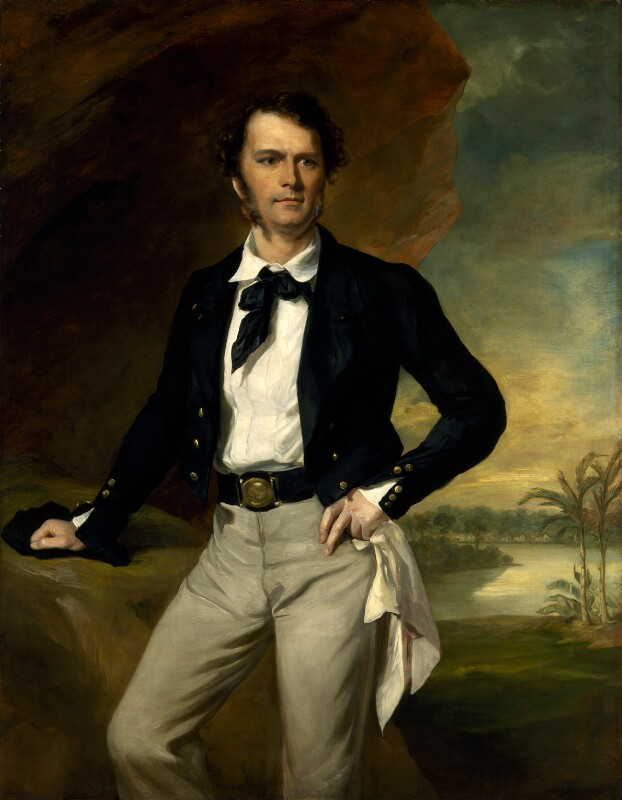
Sir James Brooke nel 1847

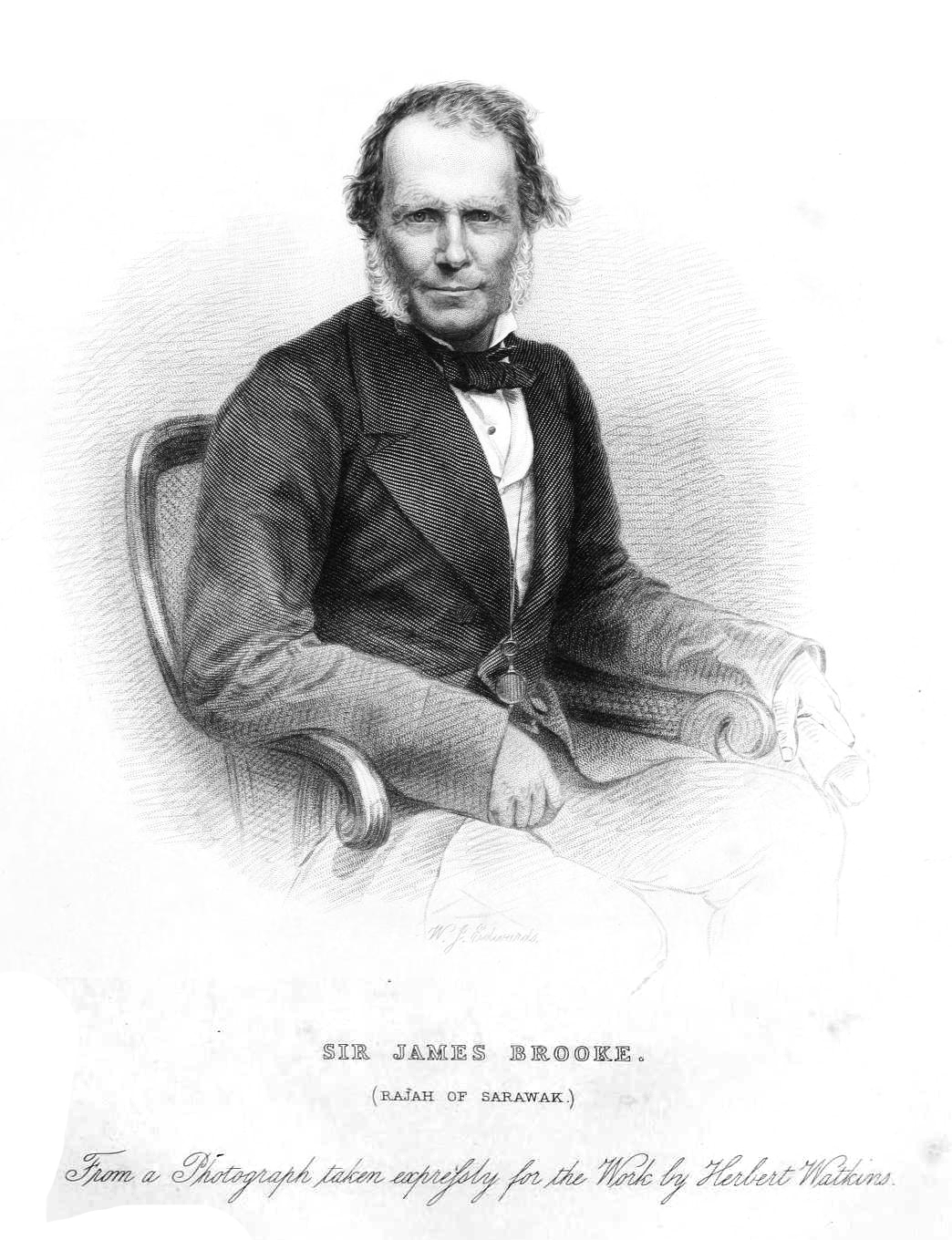
Sir James Brooke, c. 1860

Nello stato malese del Sarawak, gli inglesi avevano un loro "Raja bianco", la figura di James Brooke. Un'eredità gli aveva permesso nel 1839 di intraprendere una spedizione nel Borneo del Nord, che comprendeva di toccare il Sultanato del Brunei ed il Sarawak. L'area era abitata da commercianti e pirati malesi, alcuni cinesi e indigeni come i Dajak. Questi iniziò poco dopo ad impegnarsi personalmente nella pirateria, assumendo dei malesi come forze ausiliarie e nel contempo imparando da loro tale arte. Il sultano rivendicava il possesso del Sarawak come sua proprietà personale ed era effettivamente riconosciuto come un sovrano dal popolo malese, ma aveva ben poco controllo territoriale. Brooke venne in contatto a Kuching, nel Sarawak, con raja Muda Hassim, uno zio del sultano. Questi si trovava a Sarawak per reprimere una ribellione, ma aveva avuto modo di notare come alcuni malesi sulla costa occidentale fossero favorevoli ad unirsi col sultanato di Sambas, il quale era affiliato alle Indie orientali olandesi. Brooke si offrì come mediatore. 
Brooke non era a favore dello sfruttamento commerciale del Borneo settentrionale, il che lo portò a degli attriti con gli investitori a Londra. Egli riteneva infatti che la prima cosa importante fosse il migliorare le condizioni di vita della popolazione locale.
Brooke si trovò in difficoltà nel 1849 dopo aver coinvolto la Royal Navy in un'azione contro i pirati a Batang Marau, sul fiume Sarang, nel Borneo settentrionale. Più di 80 barche furono distrutte e almeno 300 persone morirono tra la popolazione locale. L'intervento ebbe successo in quanto nell'area non si manifestarono più recrudescenze di pirateria, tuttavia le azioni di Brooke e della marina inglese vennero considerate sproporzionate da molti. Sebbene Brooke fosse stato assolto su diversi punti, la sua reputazione "etica" venne violata dal semplice fatto di essere stato oggetto di un'indagine. La sua posizione di sovrano del Sarawak ne uscì indebolita per quanto riuscì a ricoprire tale ruolo sino alla propria morte nel 1868.
Fin dall'inizio, Brooke ha criticato la politica olandese nell'arcipelago, che era incompatibile con i suoi principi e, secondo lui, aveva rovinato molto l'ambiente locale. Inoltre, egli non aveva un'alta opinione del potere del governo olandese, ritenendo che esso potesse continuare ad esistere nelle Indie orientali sono in assenza di un valido concorrente.

## L'influenza olandese
L'influenza olandese sul Borneo aumentò leggermente nel periodo compreso tra il 1817 ed il 1845. L'affermazione degli olandesi sull'isola, tuttavia, si espresse solo con un numero limitato di avamposti lungo la costa. Quasi tutta l'attenzione dei Paesi Bassi era focalizzata su Giava. Le postazioni commerciali, infatti, comportavano dei costi notevoli per gli olandesi ed avevano il mero scopo di confermare le pretese olandesi sull'intero arcipelago.

### Il Borneo occidentale
Alla fine del XVIII secolo, la Compagnia olandese delle Indie orientali era andata al fallimento ed il governo olandese aveva assunto personalmente gli interessi coloniali della nazione. La presenza dei Paesi Bassi in Indonesia ad ogni modo era solo formale e limitata al solo Borneo occidentale. Nel 1817 i sultani di Sambas e Pontianak avevano chiesto agli olandesi di tornare nei loro territori (precedentemente abbandonati) perché rinsaldassero il controllo sul territorio dove alcuni coloni cinesi stavano spadroneggiando.
(Commissario olandese per il Borneo occidentale, 1819)
Nel luglio del 1818 venne istituito un avamposto permanente del governo delle Indie occidentali olandesi a Pontianak, seguito poi da altri avamposti in altri luoghi vicini. Dalla metà del XVIII secolo circa, gruppi di cercatori d'oro cinesi erano infatti arrivati nel Borneo occidentale. Inizialmente questo fatto venne incoraggiato anche dai sultani malesi e dai capi di distretto perché era chiaro che i cinesi fossero degli esperti in questo lavoro. Vi fu quindi poca competizione iniziale coi malesi e con i Dajak; questo tipo di lavoro era molto pesante e riguardava diversi siti, motivo per cui gli indonesiano compresero che era più semplice far pagare ai cinesi una tassa per l'esportazione della materia che ricavarla loro stessi. L'estrazione e l'oro si svolgeva in konghsi, delle joint venture che erano molto comuni anche in Cina e che comprendevano centinaia di membri tra cercatori d'oro, corrieri, commercianti e altri impiegati. Nel Borneo occidentale, con l'appoggio dei governi locali, i cinesi erano divenuti migliaia. Per le loro crescenti dimensioni comunitarie, per la loro struttura interna stretta ed i metodi di lavoro efficienti, questi divennero sempre più indipendenti dalle autorità malesi. Ad un certo punto essi giunsero a ritenere superfluo il pagamento del contratto di concessione per le loro terre e trovarono anche un modo per aggirare la giustizia e la fiscalità locali. I principi malesi avevano visto scomparire la loro prosperità nel corso di vent'anni. L'influenza cinese si estese anche sui villaggi dei Dajak, giungendo a far pagare a questi delle tasse col vantaggio di poter acquisire credito presso i cinesi, fatto che li rendeva da loro dipendenti. Né i principi locali né i coloni olandesi avevano un'organizzazione societaria pari.
Nel 1828 nel Borneo vi erano circa 27 000 cinesi; il numero di Dajak era di 370 000 ed il numero di malesi era di 138 000

### Borneo meridionale e orientale
Nel 1817 il sultano di Bandjermasin aveva trasferito la sovranità della costa orientale al governo olandese delle Indie orientali. L'area lungo la costa orientale era costituita da un gran numero di piccoli stati, più o meno indipendenti, ognuno dei quali aveva poca potenza se preso individualmente. Alla testa vi era un principe o un sultano locale. Il governo olandese aveva poco interesse per la costa orientale sino a quando non seppero della presenza di due navi inglesi presso il fiume Kutei. Ciò indicava chiaramente un crescente interesse britannico per l'arcipelago e ne conseguì un cambiamento nella politica olandese. Dal 1844 il governo dei Paesi Bassi adottò un approccio più attivo e firmò dei contratti con i leader locali sulla costa orientale. Dal 1843 divenne ministro delle colonie Jean Chrétien Baud il quale sostenne una politica più attiva sul Borneo. Il governatore generale delle Indie orientali olandesi era all'epoca Jan Jacob Rochussen il quale perseguì una linea chiaramente imperialista.
Nel 1846 i due funzionari olandesi giunsero a sviluppare di concerto una nuova struttura di gestione dell'area coloniale con la formazione del "Governatorato del Borneo", con capitale Sintang, a 450 km nell'entroterra. Fu così dimostrato che il Borneo fosse da considerare a tutti gli effetti un'unità statale comprendente anche l'interno, in quanto fino ad allora il colonialismo si era incentrato prevalentemente lungo le coste. 
Tuttavia, Sintang faticò a funzionare come capitale del nuovo stato, al punto che il nuovo governatore locale Weddik si rifiutò di viverci in maniera permanente; nel 1847 chiese di essere trasferito e venne destinato nell'arcipelago delle Molucche. Nel 1848, il governo de L'Aia si rese conto che il piano per un governo centralizzato si era dimostrato un fallimento e pertanto il territorio del Borneo venne suddiviso a livello coloniale in una parte occidentale ed una meridionale-orientale. In quest'ultima parte, il residente di Bandjermasin aveva le funzioni di governatore, mentre la parte occidentale era rimasta senza un referente. La rivalità anglo-olandese diminuì dopo il 1848 quando il governo olandese decise di rassegnarsi alla presenza degli inglesi sulla costa nord-occidentale del Borneo.

### Le miniere di carbone
Nel periodo coloniale vennero individuati vari giacimenti carboniferi nel sultanato di Bandjermasin, la cui estrazione in miniere a ciel aperto era parzialmente possibile. I fiumi potevano essere utilizzati a questo scopo per il trasporto. Su piccola scala, l'estrazione del carbone era già stata attuata dal sultano stesso, ma ovviamente il mercato più ambito era quello europeo. Di conseguenza, nell'ottobre del 1850 venne annunciato che le compagnie olandesi potevano sfruttare le risorse minerarie dell'arcipelago, ad eccezione delle miniere di stagno di Giava e Banka. Nel Borneo, fino al 1880 circa, ciò non era stato possibile. Il Sultano di Bandjermasin inizialmente si era infatti rifiutato di autorizzare lo sfruttamento delle miniere sotto il suo controllo. Tra il 1846 ed il 1884, vennero aperte cinque nuove miniere di carbone, quattro delle quali erano società pubbliche. Alcuni di queste ad ogni modo funzionarono solo per alcuni anni e non riuscirono a soddisfare aspettative a lungo termine. Lo sfruttamento era infatti sufficiente all'uso proprio del governo e della marina. Il carbone era di scarsa qualità e non poteva essere venduto se comparato alla qualità del carbone importato. Poiché gli strati più ricchi di carbone si trovavano nell'area appartenente al sultano, il desiderio del governo olandese-indiano di portare il Borneo sotto il proprio diretto controllo, possibilmente con mezzi militari, crebbe sempre di più.

## La prima azione militare nel Borneo occidentale

### Azioni militari contro i cinesi
Una prima azione militare contro i cinesi da parte del governo olandese ebbe luogo nel 1823-1824. I konghi cinesi, infatti, attaccavano regolarmente gli avamposti dei Paesi Bassi, causando morti, feriti e la fuga di molte persone. Il commissario olandese Tobias chiese a Batavia la possibilità di dare una dimostrazione di forza con l'invio sul posto di un gruppo di 300 soldati. La città ormai dominata dai cinesi di Sambas venne posta facilmente sotto diretta amministrazione degli olandesi, ma nel 1824, dopo lo scoppio di un'ulteriore rivolta cinese, i soldati olandesi vennero scacciati e nessun rinforzo poté loro pervenire dalla madrepatria, già ampiamente impegnata a livello bellico nella guerra di Giava. Gli olandesi furono in grado di mantenere unicamente le posizioni lungo la costa.
La nuova politica che fu applicata dalla metà degli anni '40, fu sentita anche nei distretti cinesi della divisione occidentale. Intorno al 1850, i konghi che scavavano alla ricerca di oro nel Borneo occidentale, si erano resi sempre più indipendenti dal governo sia locale sia coloniale. Con l'allargarsi della comunità cinese, il potere dei principi e dei sultani malesi diminuiva sempre più e questo creò degli attriti a livello locale. Nel febbraio del 1850 un soggetto cinese scaricò delle merci di contrabbando provenienti da Singapore e quindi il residente del Westerafdeeling (l'area occidentale del Borneo), T.J. Willer, chiese la possibilità di una nave con un capitano per bloccare il fiume e conseguenti ulteriori sbarchi. Pur con l'aiuto ricevuto da Batavia, i cinesi continuarono ad espandersi giungendo sino alla città portuale di Pemangkat. Il residente Willer si rese conto quindi che era necessario annettere del tutto il territorio per costringere i cinesi a piegarsi con la forza. Le compagnie minerarie avrebbero potuto continuare a operare sotto il patrocinio olandese.
Una seconda azione militare contro i cinesi sull'isola ebbe luogo nel settembre del 1850. Le guarnigioni sulla costa occidentale vennero rinforzate con due compagnie e un distaccamento di artiglieria comandato dal tenente colonnello F.J. Sorg. Circa 650 uomini attaccarono Pemangkat dove presero d'assalto anche la sede dei kongsi che era costituita da un vero e proprio complesso con un tempio, sale riunioni e alloggi per i direttori della compagnia. Centinaia di cinesi furono uccisi e l'avamposto venne conquistato. Pochissime furono le vittime tra gli indonesiani locali in quanto essi erano stati avvisati e per tempo erano fuggiti dalla città. Sorg morì poche settimane dopo l'attacco per delle ferite subite e per la dissenteria contratta. La conquista non fu ad ogni modo un risultato duraturo, in quanto le comunità cinesi nell'area apparivano ancora troppo numerose per poter essere controllate completamente.

### La resa dei cinesi
Nel dicembre 1850, inaspettatamente, le comunità cinesi riferirono al residente di Pontianak la loro intenzione di arrendersi e di firmare un trattato di pace provvisorio col governo olandese. Il residente Willer si portò con una delegazione di tre rappresentanti cinesi a Batavia per rettificare in loco la pace. Per Rochussen fu difficile prendere una decisione chiara. Egli non conosceva bene la situazione del governatorato di Willer e per di più i coloni cinesi erano già formalmente cittadini del possedimento, quindi temeva di commettere un atto che risultasse poi illegale o peggio di ledere altri interessi. Rochussen alla fine decise di non accettare la firma del trattato provvisorio e prese tempo asserendo che esso non tutelava a sufficienza gli interessi del sultano di Sambas e degli Dajak. 
Poco dopo, venne nominato governatore generale Albertus Jacobus Duymaer van Twist (1851-1856) che pure non aveva familiarità con molte delle questioni da affrontare in loco e pertanto doveva essere necessariamente consigliato da altri. Fu grazie alla sua inesperienza, ad ogni modo, che venne raggiunto un accordo amministrativo in base al quale venne revocato il blocco costiero ai malesi e venne concessa maggiore protezione ai Dajak. Il referente dei kongsi cinesi che si era dimostrato fedele alla causa olandese, Cheng Hung, venne nominato reggente per conto del governo dei Paesi Bassi. Willer iniziò a smantellare i konghi minerari, ma ciò incontrò molta resistenza da parte della comunità cinese locale; Cheng Hung dal canto suo si rivelò poco incisivo come rappresentante, ottenendo il sostegno solo dei cinesi nei villaggi e nelle città, ma non riuscì ad avere alcuna influenza sui minatori dell'area. Nel gennaio del 1853, alla fine, anche i minatori decisero che era impossibile continuare a resistere all'autorità statale olandese che andava prendendo sempre più piede nell'area e per questo decisero di sottomettersi ritualmente, organizzando una cerimonia nella quale venne bruciato il loro sigillo. Il governo di Batavia decretò tale azione come un autentico successo. Il governatore generale, tuttavia, si dimostrò poco convinto della solidità delle istituzioni olandesi nel Borneo e per questo decise di portarsi a verificare la situazione, accompagnato dal maggiore Andersen. Il governatore, che era un oppositore di Willer, si rese conto di quanto lavoro vi fosse ancora da fare e Willer venne quindi congedato dai propri incarichi.

## La seconda azione militare nel Borneo occidentale

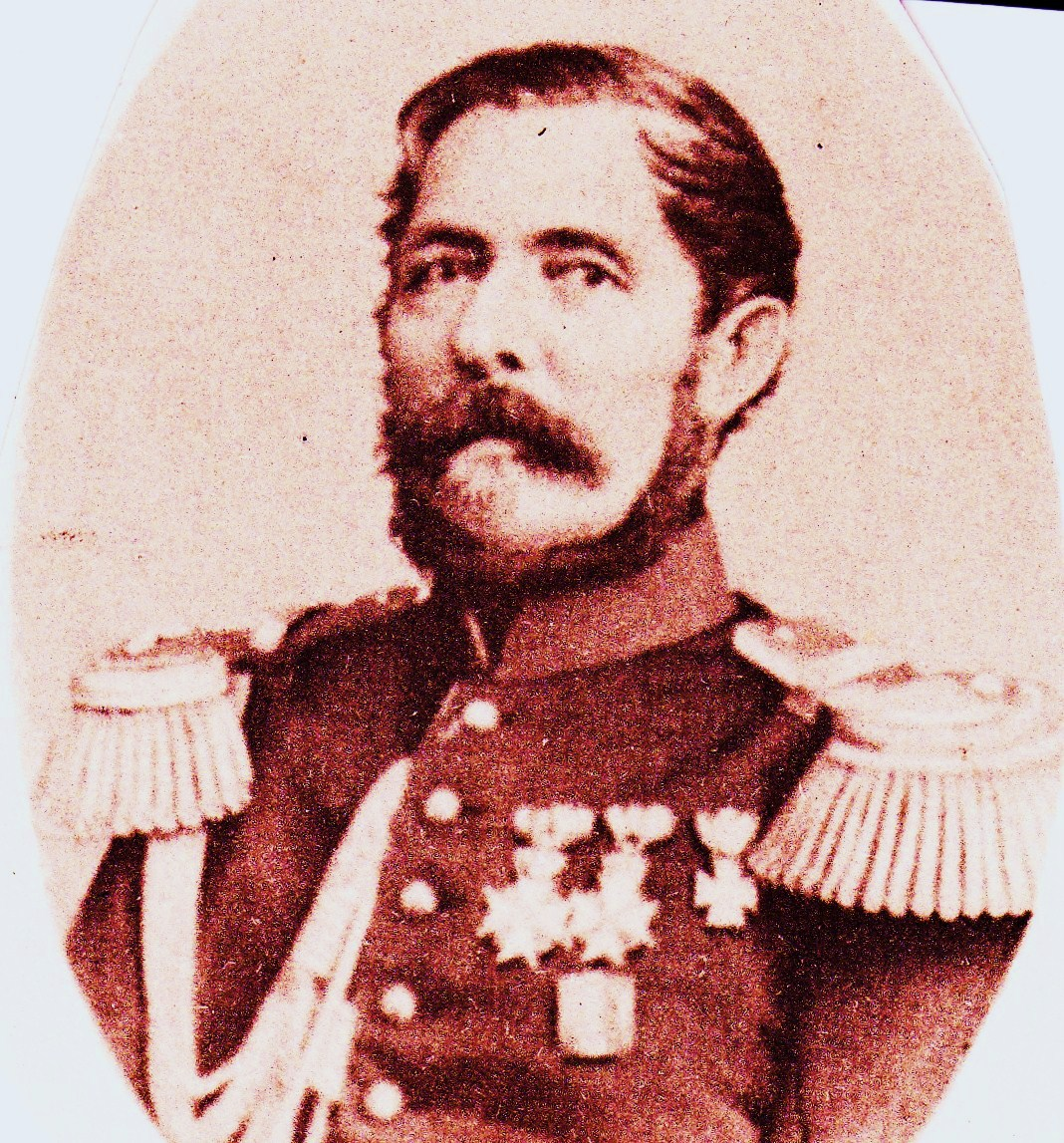
Augustus Johannes Andresen, 1865

Gli attacchi delle bande cinesi contro le guarnigioni olandesi isolate aumentarono nuovamente nel 1853; pareva non vi fosse alcuna possibilità di ravvicinare il governo ed i kongsi. Il maggiore Andresen chiese al governo di Batavia la possibilità di inviare una seconda spedizione punitiva. Ciò avvenne nel maggio del 1854 e questa divenne anche nota come "spedizione di Monterado". Sei navi da guerra portarono in loco 2000 soldati e diversi pezzi d'artiglieria tra Sambas e Pontianak. Dopo alcune settimane di scontri, i leader cinesi di Monterado chiesero la pace. 
Il sistema dei kongsi fu abolito ed Andresen lasciò Pontianak all'inizio di luglio del 1854. Occasionalmente si verificarono altre rivolte nell'area, ma le forze locali si dimostrarono sufficienti a tenere occupati contemporaneamente i diversi avamposti conquistati. Fu solo nel novembre del 1854 che le comunità cinesi poterono dirsi completamente pacificate sotto il controllo olandese, dopo che gli olandesi ebbero sequestrato armi, case e diverse miniere d'oro.
Ulteriori piccole rivolte locali si ebbero a metà del 1856, azioni che vennero comunque tutte represse. I distretti cinesi persero il loro valore e significato a causa dell'esaurimento delle vene d'oro nelle miniere locali e gradualmente i residenti si dedicarono all'agricoltura.

## La situazione nel Borneo meridionale e orientale
Nel 1809, il governatore generale Herman Willem Daendels decise che il Bandjermasin avrebbe dovuto essere abbandonato a causa della mancanza di benefici per la madrepatria, ma nel 1817 i coloni olandesi tornarono sul posto. Nel periodo compreso tra il 1817 ed il 1826, furono conclusi dei contratti con il sultano del Bandjermasin che portarono vaste aree nel Borneo meridionale e orientale sotto la sovranità olandese. Fino al 1840 questo contratto ad ogni modo ebbe solo un valore nominale in quanto molte delle aree assegnate agli olandesi non erano nemmeno di proprietà diretta del sultano, ma solo pretese. Inoltre le regioni maggiormente abitate del sultanato permanevano ancora sotto lo stretto controllo del sultano. L'intervento degli olandesi nel Bandjermasin ad ogni modo rimase limitato dallo scoppio della guerra di Giava nel 1825, fatto che impegnò le forze governative altrove. L'attenzione per l'area venne a rinnovarsi con la scoperta dei giacimenti di carbone. Il ministro delle colonie Baud (1840-1848) iniziò ad auspicare dal 1849 che i principali giacimenti di carbone locali fossero controllati dal governo olandese e fossero gestiti da società della madrepatria che avrebbe provveduto ad immettere il materiale nel commercio europeo, dove la richiesta era notevole. Il governatore generale Duymaer van Twist (1851-1856) dal canto suo fece il possibile per promuovere lo sfruttamento di queste risorse naturali in loco.

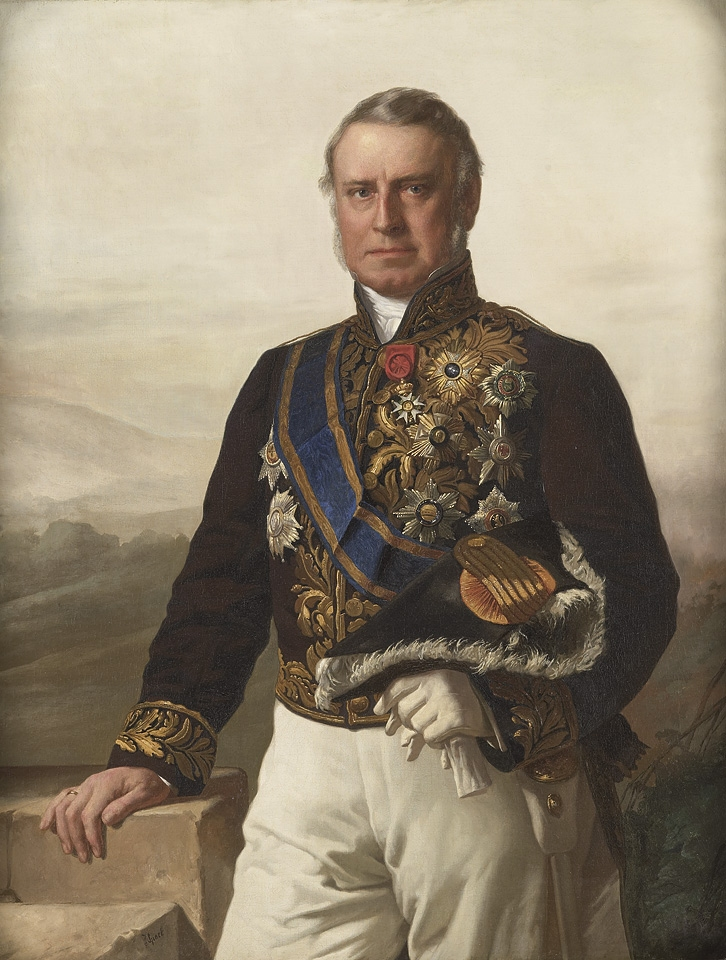
Charles Ferdinand Pahud in un'incisione di Jacob Spoel

Una possibilità di acquisire l'intera area da parte degli olandesi si verificò quando l'erede dell'erede al trono morì nel 1852. Due fratellastri erano i possibili nuovi successori: Tamjid Illah, figlio di una donna cinese, e Hidayat Ullah, figlio di una principessa locale. Secondo l’adat (il diritto consuetudinario locale) quest'ultimo era l'unico ammissibile al trono. Tuttavia, il residente van Hengst fece scrivere a Tamjid una lettera in cui prometteva assoluta obbedienza al governo di Batavia nel caso della sua successione al trono, sottoscrivendo anche la promessa di consegnare tutte le aree di estrazione di carbone ai Paesi Bassi, sempre qualora fosse divenuto sultano. Il governo olandese lo riconobbe principe ereditario nel giugno del 1852 su raccomandazione di van Hengst, azione che gli olandesi potevano intraprendere in base ai contratti precedentemente stipulati col sultano. Il sultano era quindi protetto dall'autorità delle Indie orientali olandesi, ma in cambio dovette rinunciare ai territori e non gli fu più permesso di designare il suo successore né un governatore. Quando, nel corso degli anni, suo figlio Praboe Anom venne proposto come governatore, la sua richiesta venne respinta dagli olandesi.
Nel 1853, il sultano si recò personalmente a Batavia con una delegazione per chiedere che Hidayat fosse nominato principe sultano al posto del fratellastro, cosa che però non accadde.
Dopo la morte del sultano nel novembre del 1857, Tamjid fu messo sul trono dal governatore generale Pahud (1856-1861), malgrado l'opposizione della popolazione locale. Il residente del Borneo meridionale, sottovalutò però questo malcontento popolare, dal momento che la resistenza si rivolse quindi contro le autorità olandesi e Tamjid Illah non fu in grado di prevenire gravi disordini nel suo regno. Preceduta da piccole rivolte, all'inizio del 1859 scoppiò una rivolta di proporzioni mai viste prima, che aveva per obbiettivo primario le miniere di carbone occupate dagli olandesi, col fine di ribadire la volontà di indipendenza della popolazione locale.

### Azioni militari

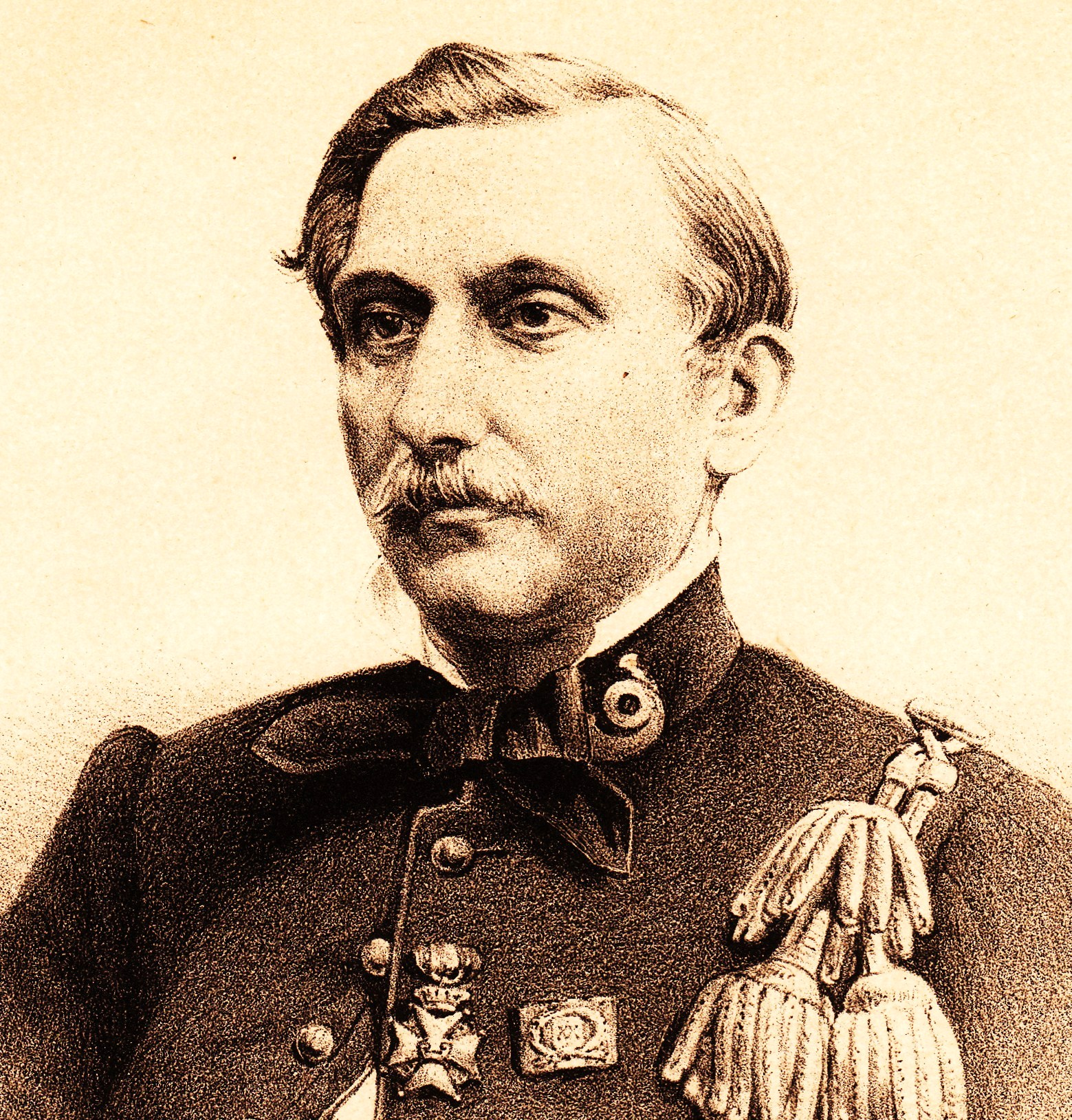
Il maggiore Gustave Marie Verspyck, in una fotografia del 1865

Il governo olandese intervenne militarmente per rispondere a questi disordini ed inviò il colonnello Andresen nel Borneo, dove sbarcò con le sue truppe alla fine di aprile del 1859. Poco dopo, sospese il residente locale ed assunse personalmente anche l'amministrazione civile dell'area della colonia. Alla fine di giugno, Tamjid rinunciò al trono e Andresen cercò di ottenere il trono per Hidayat, ma questi non si presentò agli incontri organizzati da Andresen. La sua tendenza a colpi di scena improvvisi, gli intrighi di palazzo ed il mancato rispetto degli appuntamenti con gli amministratori olandesi, avevano radicato una profonda sfiducia sulla sua persona. Andresen si pose come obbiettivo primario il recupero delle miniere di carbone presso Pengaron. Il comandante dell'esercito nelle Indie orientali olandesi, il tenente generale Jan van Swieten, era intenzionato invece a promuovere delle azioni offensive che potessero respingere attivamente la rivolta. Questo è il motivo per cui Andresen venne sostituito nell'ottobre del 1859 col maggiore Verspyck, il quale divenne anche residente ed aveva una politica più simile a quella di van Swieten. La battaglia che ne seguì costò molte vite e danni in gran parte del Borneo meridionale. Più di 200 morti e circa 800 feriti furono riportati per parte olandese dal 1859 al 1863. La partenza di Andresen aumentò di nuovo la sfiducia nei confronti di Hidayat da parte dell'amministrazione olandese nelle Indie orientali.

### L'attacco allaOnrust
Un problema che le Indie orientali olandesi dovettero prendere ben presto sul serio fu il raid operato ai danni dell'imbarcazione Onrust nel dicembre 1859. Questo piroscafo a vapore della marina olandese era stato inviato verso il Taweh, un affluente del fiume Barito, nella parte interna del Borneo meridionale. Nell'ambito delle rivolte che stavano scoppiando localmente, un gruppo di rapinatori entrò a bordo ed uccise l'intero equipaggio di 55 uomini, il quale era ad ogni modo scarsamente armato. La negligenza del capitano, il primo tenente Bangert, ebbe un ruolo nel fatto.

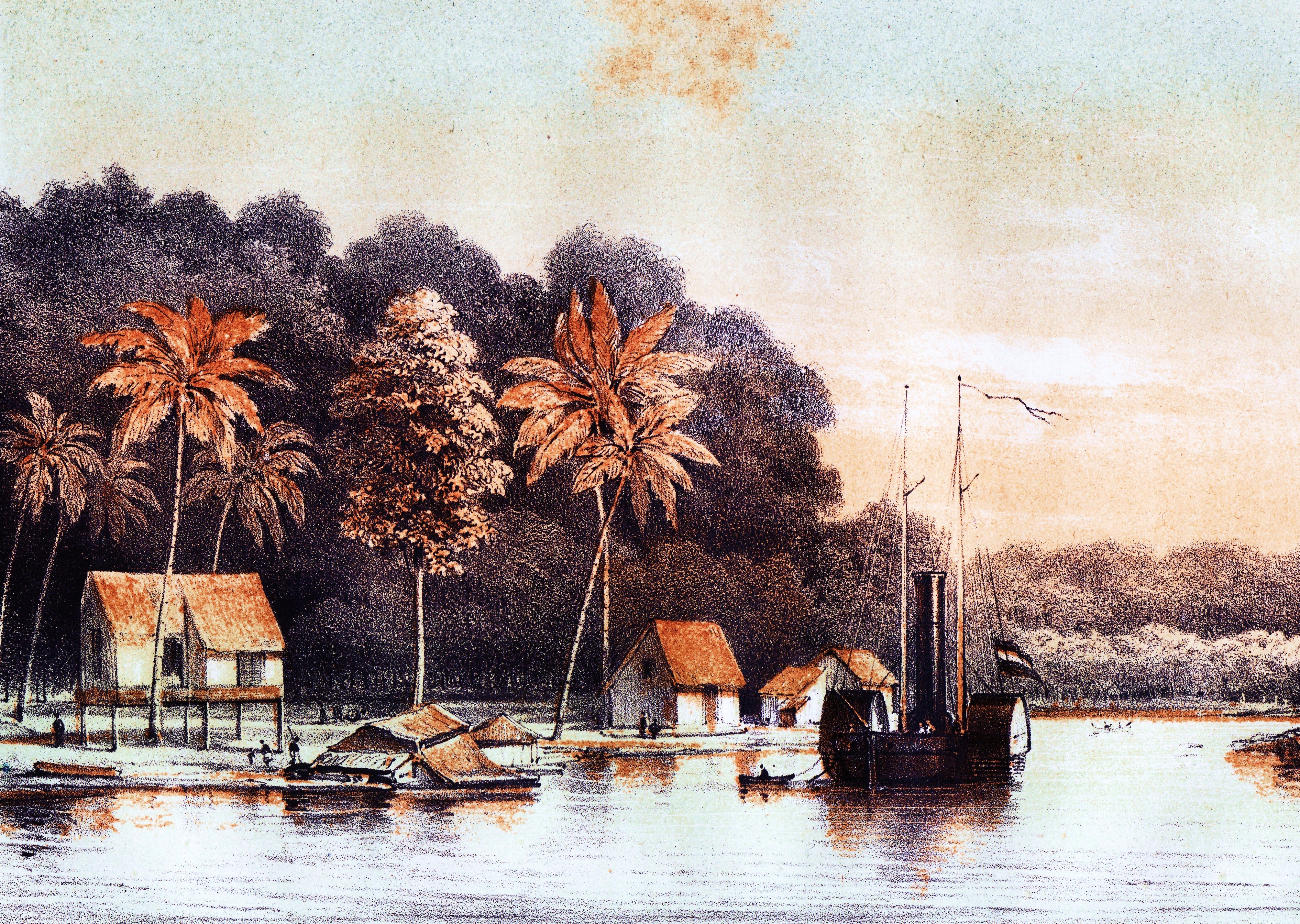
La Onrust presso Lontontoeor

La nave non era la prima volta che percorreva quel tratto e nulla era mai accaduto di grave, motivo per cui il comandante dell'imbarcazione aveva finito per ridurre la sicurezza a bordo per ragioni di risparmio. Tuttavia, un commerciante nativo, Taib, aveva avuto modo di avvisare il gruppo di possibilità di attacco. Verso la metà di dicembre del 1859 l’Onrust partì di nuovo da Bandjermasin ed arrivò pochi giorni dopo a Lontontoeor, un piccolo villaggio a più di 400 km nell'entroterra del Barito vicino alla foce del Teweh (nei pressi delle attuali Butong e Muarateweh). Lo scopo d questo viaggio doveva essere quello di spodestare il principe ribelle Surapatie il quale, essendo discendente di un principe ereditario del XVIII secolo, era esplicitamente contrario sia al governo di Tamdjid che a quello dei Paesi Bassi. Il 27 dicembre, Surapatie, accompagnato da alcuni fidati, giunse a bordo dell’Onruste per contrattare con gli olandesi. Dopo una discussione avuta in cabina col capitano, tornando sul ponte, discussione in cabina, tornando sul ponte, Surapatie iniziò per primo le ostilità colpendo un ufficiale con il suo klewang. Gli altri delegati indonesiani, vedendo l'azione del loro capo, si rivoltarono a loro volta contro l'equipaggio della nave e con un attacco a sorpresa uccisero l'intero equipaggio con l'aiuto di altri rinforzi che erano comparsi "di sorpresa", ma che probabilmente erano rimasti appostati nei pressi della boscaglia attorno alla nave per ragioni di sicurezza.
Taib, che riuscì apparentemente a lasciare la nave in tempo, fu il solo che tornò a Bandjermasin il 31 dicembre e fu in grado di riferire quanto accaduto. Egli venne sospettato inizialmente di tradimento, ma successivamente venne rilasciato. La sua storia fu in seguito ampiamente confermata da tre partecipanti al raid che furono identificati ed arrestati nel 1862. La reazione a questo incidente fu ovviamente una nuova spedizione punitiva che partì alla fine di gennaio del 1860 con un'altra nave. Lontontoeor ed altri villaggi locali lungo il fiume vennero posti a ferro e fuoco, ma Surapatie riuscì a sfuggire all'arresto; l’Onrust, che nel frattempo era affondata, non venne recuperata, e con la bassa marea il relitto poteva ancora essere visto in loco nei primi anni 2000.

### Altre azioni militari
L'evento dell’Onrustera portò i Paesi Bassi ad investire nuove forze nel Borneo. Nel corso del 1860 il numero di soldati europei fu aumentato a quasi 1000, supportati con un numero di nativi di oltre 1600 unità. Con l'aiuto di 7 navi a vapore della marina olandese, l'esercito coloniale olandese ebbe sopravvento sulle truppe locali dopo alcuni anni di guerriglia. Il tutto si risolse in realtà con poche azioni sul campo. I capi dell'entroterra furono persuasi a non fornire cibo e armi alla parte avversaria, e quindi questa gradualmente si trovò isolata. Lo scioglimento del sultanato di Bandjermasin con l'istituzione del governo diretto da parte del governo fu annunciato nel giugno 1860. Il sultano Tamdjid non aveva infatti un valido successore e quindi il governo poté prendere possesso indisturbato delle miniere di carbone. A causa del crescente uso di navi a vapore da parte della marina e del governo, vi era un grande bisogno di carbone.
Per quanto l'esercito coloniale olandese ed il suo alleato locale riuscì a prevalere nel 1862, lo stato di guerra non terminò fino al 1867 e solo nelle zone costiere e nel basso Barito. Attacchi occasionali nell'entroterra si manifestarono sino all'inizio del XX secolo. All'inizio del 1862 ebbe luogo un incontro tra il maggiore Verspijck ed il principe Hydajat in base al quale fu concordato che quest'ultimo si sarebbe stabilito a Giava. Alla fine del 1862 un corpo spedizionario olandese di 200 soldati pose fine all'ultima rivolta scoppiata, dopo la quale la maggior parte dei capi nativi si arrese quasi senza combattere; Surapati scomparve nella giungla.

### Conseguenze
La scomparsa dei tre più importanti leader della ribellione, tuttavia, non venne seguita da un rapido progresso economico del Borneo sotto il governo degli olandesi. A causa del forte declino della produzione di carbone, la guerra era stata al fine piuttosto inutile. Dal 1854 al 1858 la produzione della miniera "Oranje Nassau" a Pengaron ammontava tra le 10 000 e le 16 000 tonnellate all'anno, diminuite tra le 600 e le 3600 tonnellate all'anno tra il 1860 e il 1864. Altre miniere fornivano anche meno carbone. Con 10 000 tonnellate, si potevano rifornire in tutto le esigenze di 10-14 navi l'anno. Parallelamente, la marina militare olandese iniziò dal canto suo ad aumentare l'uso del carbone per il funzionamento delle navi in quest'area perché esso consentiva alle imbarcazioni di viaggiare più velocemente e di far giungere le truppe dove fosse stato necessario e in metà tempo, senza lunghe marce su terreni spesso inaccessibili e ostili. I costi legati alla guerra lasciavano poco spazio agli investimenti pubblici e gli investitori privati consideravano troppo alta l'incertezza in questo settore. La miniera di carbone privata "Julia Hermina", ad esempio, fu quasi completamente distrutta nel 1859 ed il personale europeo ucciso. Fu solo negli anni '80 dell'Ottocento che gli imprenditori si interessarono nuovamente al Borneo meridionale.